# 아노레
아노레는 도쿄도 시부야구에 위치한 일본의 연예 기획사이다.

## 개요
1996년, 아사노 타다노부의 아버지가 설립했다.

## 소속 아티스트
남성
- 아사노 타다노부
- 아라이 히로후미
- 이케우에 코헤이
- 카세 료
- KUJUN
- 하세이 코키
- 혼마 료지
- 미우라 타카히로
- 야나기 슌타로

여성
- 오오타 리나
- 코노에 유키
- 시이나 코토네
- 텐코